# کیلیان هیز
کیلیان هیز (انگلیسی: Killian Hayes؛ زادهٔ ۲۷ ژوئیهٔ ۲۰۰۱) بازیکن بسکتبال اهل فرانسه است.

## حرفه
وی در مسابقات کشوری و بین‌المللی در مجموع برندهٔ ۱ مدال طلا، ۱ مدال نقره شده‌است.